# Цивільний шлюб
Цивільний шлюб, також громадянський шлюб — шлюб, оформлений в органах державної влади без участі церкви.
Тривалий час існувало дві форми шлюбу — цивільний та церковний, тобто шлюб, що є законним для держави та шлюб, що є законним для церкви.
Батьківщиною цивільного шлюбу ще в XVI столітті стала Голландія. Коли її громадяни, які належали до різних релігійних конфесій, не могли обвінчатися в церкві, влада дозволила оформляти їм свої стосунки в мерії. Саме такий шлюб і почали називати «цивільним».
До перевороту 1917 року в Російській імперії обов'язковою умовою законного шлюбу була його церковна «реєстрація».
На підставі Декрету Раднаркому України, виданого 20 лютого 1919 року, законним визнавався лише шлюб, зареєстрований в державних органах, а церковний шлюб більше ніяких юридичних наслідків не мав. Але до зареєстрованого громадянського шлюбу прирівнювався церковний шлюб, укладений до листопада 1917 року.

## Сімейні відносини без укладання шлюбу
В Україні цивільним шлюбом часто помилково називають вільні сімейно-статеві стосунки, що не оформлені ані церквою, ані державою. Сімейний кодекс України від 10 січня 2002 року містить вираз «жінка та чоловік, які проживають однією сім'єю, але не перебувають у шлюбі між собою, або в будь-якому іншому шлюбі». Доречнішим терміном щодо подібних стосунків є «фактичні шлюбні відносини», або «фактичний шлюб».
На сьогодні відносини між чоловіком і жінкою можна називати «фактичним шлюбом» якщо виконуються всі наступні умови:
- вони проживають на одній території;
- ведуть спільне господарство;
- не реєструють свої відносини в органах державної влади.

В XIX столітті в Україні існував аналог сучасного фактичного шлюбу, який називався «жити на віру». До нього вдавалися одинокі дорослі люди. Приклад таких відносин показав Михайло Коцюбинський у своїй повісті «На віру».